# أولاد حقون (مزكيتام)
أولاد حقون هي إحدى مشيخات المملكة المغربية، تتبع جغرافيا لإقليم جرسيف وإداريًا لمزكيتام. يقدر عدد سكانها بـ 6049 نسمة حسب الإحصاء الرسمي للسكان والسكنى لسنة 2004.